# Sedile (crucifixión)

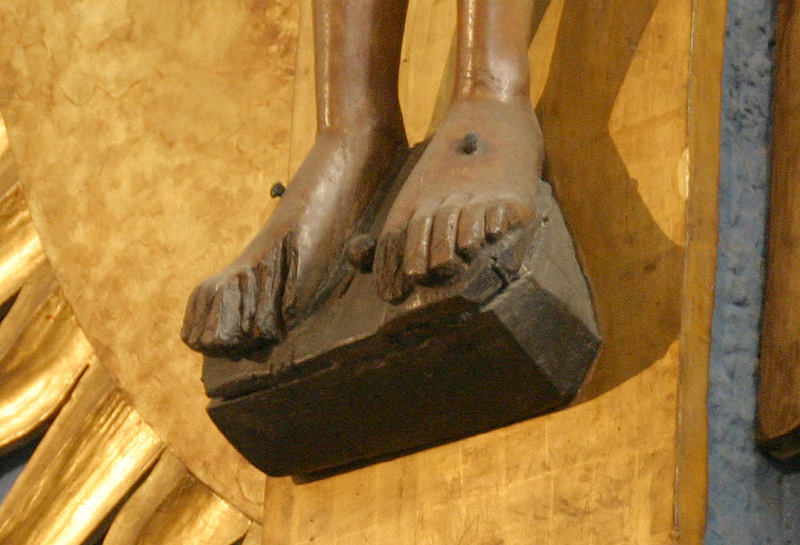
Sedile (tipo tetraclava) en la Gerocruz (finales del), en la Catedral de Colonia.

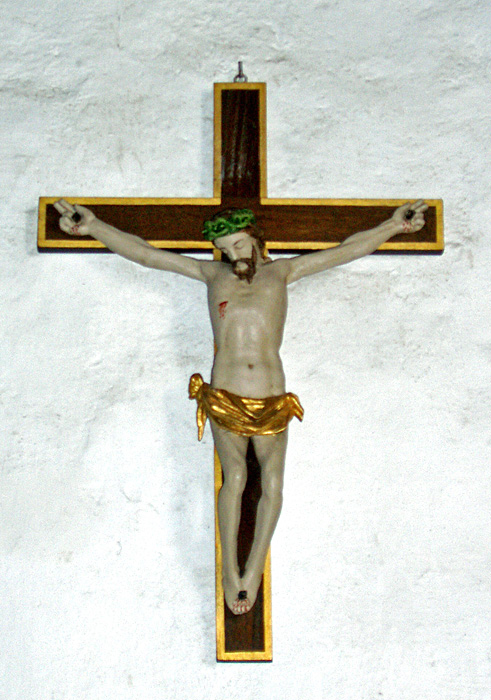
Cruz sin sedile (fase triclava) en la iglesia de Borum en Aarhus, Dinamarca.

Sedile (latín: Suppedaneum) consiste en un tabla de apoyo para los pies en la parte inferior de una cruz, la cual era usada en la crucifixión en el Imperio Romano como método para alargar con tortura la duración de esta ejecución.

## Sedile para la crucifixión
Durante la crucifixión romana la herramienta de apoyo fijada a la cruz tenía la utilidad de darle apoyo a los pies y por tanto, del peso corporal.
Así, el crucificado podía relajar los brazos, lo que facilitándole la respiración retrasaba la muerte por asfixia. Principalmente, si se daba agua al crucificado, este podía aguantar varios días hasta que sobrevenía la muerte. 
Si se deseaba acelerar la muerte, se rompían las piernas de la víctima, para que de este modo no pudiera apoyarse más sin sufrir grandes dolores. Acerca de esto comunica por ejemplo el Evangelio de Juan:
A continuación, los soldados llegaron, y quebraron las piernas del primero y del otro crucificado con él; pero cuando llegaron a Jesús, y vieron que ya había muerto, no rompieron sus piernas --Jn 19, 32-33
La iconografía cristiana presenta a Jesucristo en la cruz a menudo con un sedile, caracterizado sin embargo de esta manera solo desde la época posrrománica. Se distingue desde este momento en la presentación del Crucificado, la así denominada fase triclava (un clavo en cada mano, y un clavo en el empeine del pie con el otro pie debajo) de la anteriormente común fase tetraclava, en la cual cada pie era mostrado clavado con su respectivo clavo.
- Datos: Q2368147